# Las Trojas, Guanajuato
Las Trojas är en ort i Mexiko.   Den ligger i kommunen Comonfort och delstaten Guanajuato, i den centrala delen av landet, 220 km nordväst om huvudstaden Mexico City. Las Trojas ligger 1 804 meter över havet och antalet invånare är 1 442.
Terrängen runt Las Trojas är kuperad åt nordost, men åt sydväst är den platt. Runt Las Trojas är det tätbefolkat, med 790 invånare per kvadratkilometer. Närmaste större samhälle är Comonfort, 2,6 km nordost om Las Trojas. Omgivningarna runt Las Trojas är en mosaik av jordbruksmark och naturlig växtlighet.